# Air Cordial
Az Air Cordial egy manchesteri székhelyű légitársaság volt. Az Air Scandic nevében működtetett járatokat a kedvelt turistacélpontokra. A skandináv légitársaság likviditási gondjai miatt a cég 2005 szeptembere óta nem indít járatokat. A brit cég központja a Manchester repülőtéren volt.

## Kódok
- ICAO kód: ORC
- Rádiós azonosító: Cordaile

## Története
A céget 2000-ben alapították, és ugyanebben az évben elkezdte tevékenységét. A cég teljes egészében Phil Maltby vezérigazgatóé volt. Eredetileg a cég az Air Scandic neve alatt dolgozott, de 2004. november 12-én kérésükre a légifuvarozási megállapodást felfüggesztették.

## Flottája
Csak bérelt gépekkel dolgozott, ezeket az Air Scandictől és a Finnairtől szerezte be.